# Zadní Machová
Zadní Machová je přírodní památka severně od Rašovic, části města Týniště nad Orlicí v okrese Rychnov nad Kněžnou. Oblast spravuje Krajský úřad Královéhradeckého kraje. Předmětem ochrany je podpora a stabilizace populace střevíčníku pantoflíčku (Cypripedium calceolus) a aktivní ochrana jeho biotopu.